# Walter Van Beirendonck

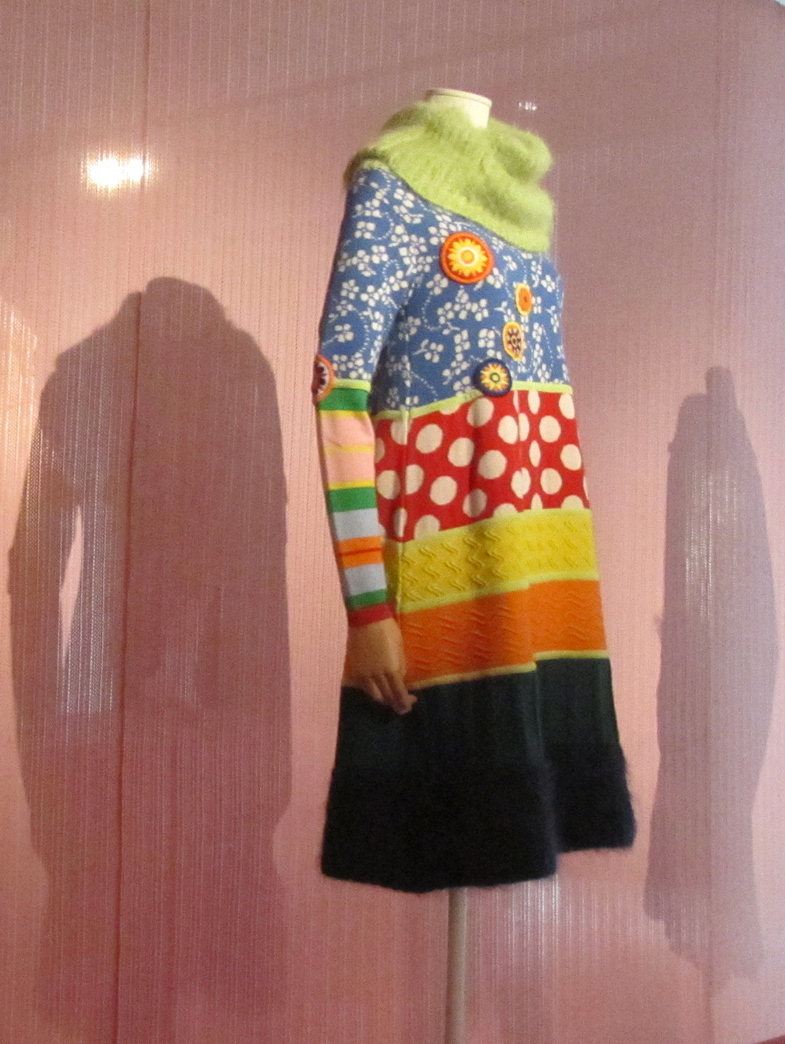
Een tentoonstelling van breiwerk in 2011 in het ModeMuseum in Antwerpen met een ontwerp Walter Van Beirendonck, midden jaren 1990. Deze jurk werd geïnspireerd door de kleurrijke kledij van de Hui'anvrouwen in Quanzhou, China.

Walter Van Beirendonck (Brecht, 4 februari 1957) is een Vlaamse modeontwerper, die eveneens bekendheid geniet als sieraadontwerper.

## Biografie
Van Beirendonck studeerde in 1980 af aan de modeafdeling van de Koninklijke Academie voor Schone Kunsten in Antwerpen of de Antwerpse Modeacademie. Samen met Dirk Van Saene, Dries Van Noten, Ann Demeulemeester, Marina Yee (afgestudeerd in 1981) en Dirk Bikkembergs (afgestudeerd in 1982) werd hij bekend als de Antwerpse Zes.
Hij brengt sedert 1983 eigen collecties uit, die hij telkens van een naam en thema voorziet. Zij zijn geïnspireerd door beeldende kunst, literatuur, maar ook door de natuur en etnische invloeden; kenmerkend zijn felle, ongebruikelijke kleurencombinaties en een sterke grafische inslag. Hij werd dat jaar ook docent aan de Modeacademie.
Tussen I993 en 1999 ontwierp hij de W.&L.T./Wild and Lethal Trash collectie. 
In 1997 ontwierp hij de kostuums voor de "Pop Mart" tournee van U2.
Van 1998 tot begin 2012 runde hij in Antwerpen de conceptstore en exporuimte Walter.
In 2001 was hij curator van de tentoonstelling Mode 2001 Landed-Geland in Antwerpen en werd het magazine A Magazine curated by gelanceerd. In 2002 ontwierp hij nieuwe uniformen voor het stadspersoneel (wegenwerkers en huisvuilophalers) van Antwerpen. In 2005 verraste hij door voor de Belgische budget-kledingketen JBC een kinderkledingcollectie te ontwerpen onder de naam "ZulupaPUWA". De naam van de collectie is geïnspireerd op de Zoeloes en Papoeas. De collectie werd gepromoot met een stripfiguurtje, "Zulu" en een stripversie van Walter Van Beirendonck zelf. Sinds 2006 is Van Beirendonck artistiek directeur voor Scapa Sports. In hetzelfde jaar werd hij hoofd van de afdeling Mode van de Antwerpse Modeacademie in opvolging van Linda Loppa.
In januari 2009 werd het nieuwe schoenenlabel W6YZ gelanceerd door Falc (Italiaanse schoenenfabrikant) getekend door Walter Van Beirendock. Van 14 september 2011 tot en met 19 februari 2012 was er de tentoonstelling Dreams the World Awake in het Modemuseum Antwerpen in Antwerpen. In 2012 ontwierp de modedesigner de balletkostuums voor de choreografie van de danseres Marie-Agnès Gillot voor de productie Sous Apparance van de Parijse Opéra National. In zijn ontwerp gaat Van Beirendonck de grenzen tussen de beide geslachten doen vervagen. Hij ontwerpt regelmatig kostuums voor theater, ballet, films en artiesten. 
Van Beirendonck is sinds de jaren 1990 gefascineerd door maskers en in 2017 was hij curator van de tentoonstelling Powermask – The Power of Masks, in het Wereldmuseum Rotterdam. 
Hij woont samen met zijn partner; de modeontwerper en kunstenaar Dirk Van Saene.
In juni 2022 ging hij met pensioen als directeur van de Antwerpse Modeacademie, maar hij blijft actief met andere projecten en het ontwerpen van zijn eigen collecties.

## Onderscheidingen
In 1999 ontving hij de eretitel "Cultureel Ambassadeur van Vlaanderen". 
In november 2021 won hij de juryprijs van de Belgian Fashion Awards (BFA). 

## Werk in openbare collecties (selectie)
- Museum Boijmans Van Beuningen, Rotterdam
- Rijksmuseum Amsterdam[3]

## Trivia
- Walter Van Beirendonck had een cameo in het Kiekeboealbum "De appelsmoes" als Fanny's kledingsadviseur.